# Кедрова революція
Кедрова революція — масові протести в 2005 році за вивід сирійських військ з території Лівану.

## Перебіг подій
Важливим епізодом, який призвів до зростання напруженості, була поправка до конституції Лівану, ухвалена 3 вересня 2004 року. Тоді парламент Лівану під тиском Сирії продовжив максимальний термін перебування на посту президента з 6 до 9 років, щоб дозволити просирійському президенту Емілю Лахуду залишитися при владі. Маронітський патріарх Мар Насралла Бутрос Сфеїр і друзький лідер Валід Джумбалат виступили проти. США звинуватили Сирію у втручанні у внутрішні справи Лівану і Рада Безпеки ООН ухвалила резолюцію 1559, яка вимагала від Сирії негайного виведення військ та роззброєння просирійських організацій Лівану (передусім — Хізбалли). 20 жовтня прем'єр-міністр Рафік Харірі та три міністри його кабінету пішли у відставку в знак протесту проти дій Сирії.
14 лютого 2005 екс-прем'єр-міністра Харірі було вбито в результаті замаху, терористичного акту здійсненого за допомогою автомобільної бомби. Крім нього було вбито 16 і поранено близько 100 осіб. За чотиримісячний період це був другий терористичний акт проти члена ліванського парламенту, який опонував Сирії. Хоча тоді не було отримано жодних доказів, головним об'єктом ліванського та міжнародного гніву став саме Сирійський уряд через його значний військовий вплив, активну діяльність сирійських розвідувальних служб та публічні взаємні звинувачення Харірі та сирійських урядовців перед відставкою Харірі 20 жовтня 2004. 21 лютого 2005 десятки тисяч ліванців вийшли на мітинги протесту проти сирійського впливу і просирійського президента Лахуда. На відміну від антисирійських акцій протесту у 1990-х роках, в яких брали участь переважно християни, акції 2005 року були інтерконфесійні.
Рада Безпеки ООН призначила міжнародну комісію (переважно з громадян Ірландії, Єгипту та Марокко) для розслідування теракту, яка так і не зуміла встановити справжніх вбивць Харірі (див. Доповідь Фіцжеральда), але звинуватила Сирію в дестабілізації обстановки в країні. Сирія опинилась під загрозою міжнародної ізоляції та навіть можливого військового вторгнення з боку ООН, коли 3 березня навіть її союзники під час Холодної війни, Німеччина та Росія, та багато арабських країн підтримали вимоги негайного виведення військ. В результаті 9 березня сирійська військова присутність в Лівані завершилася.
Перемогу супротивників сирійського впливу не можна було назвати повною, як і акції протесту одностайними. Хізбалла зуміла організувати акції на підтримку сирійської присутності, переважно серед населення шиїтських районів півдня Лівану та долини Бекаа. В результаті Кедрової революції уряд Лівану подав у відставку, а на виборах у травні-червні 2005 року змогли узяти участь заборонені до того антисирійські партії (наприклад, Вільна національна течія). На самих виборах значну перемогу отримав Список мученика Рафіка Харірі, блок під керівництвом сина Рафіка Харірі, Саада, а прем'єр-міністром став Фуад Сіньора. Президент Лахуд, тим не менш, залишився на посту, а контроль частини залишеної Сирією території перейшов до просирійської Хізбалли, яка відмовилася роззброюватися.